# Chắp
Chắp là một bệnh ở mí mắt do nghẽn tắc tuyến sụn mi mắt (tiếng Anh: meibomian gland). Chất bã ứ đọng xâm nhập các mô lân cận và gây viêm hạt mạn tính. Tổn thương tiêu đi sau nhiều ngày đến nhiều tháng, khi chất lipid xâm nhập bị thực bào tiêu diệt; có thể còn lại một phần nhỏ mô sẹo.
Chắp lớn hơn nhưng ít làm đau bằng mụt lẹo.